# Ferdinand Huber (Komponist)

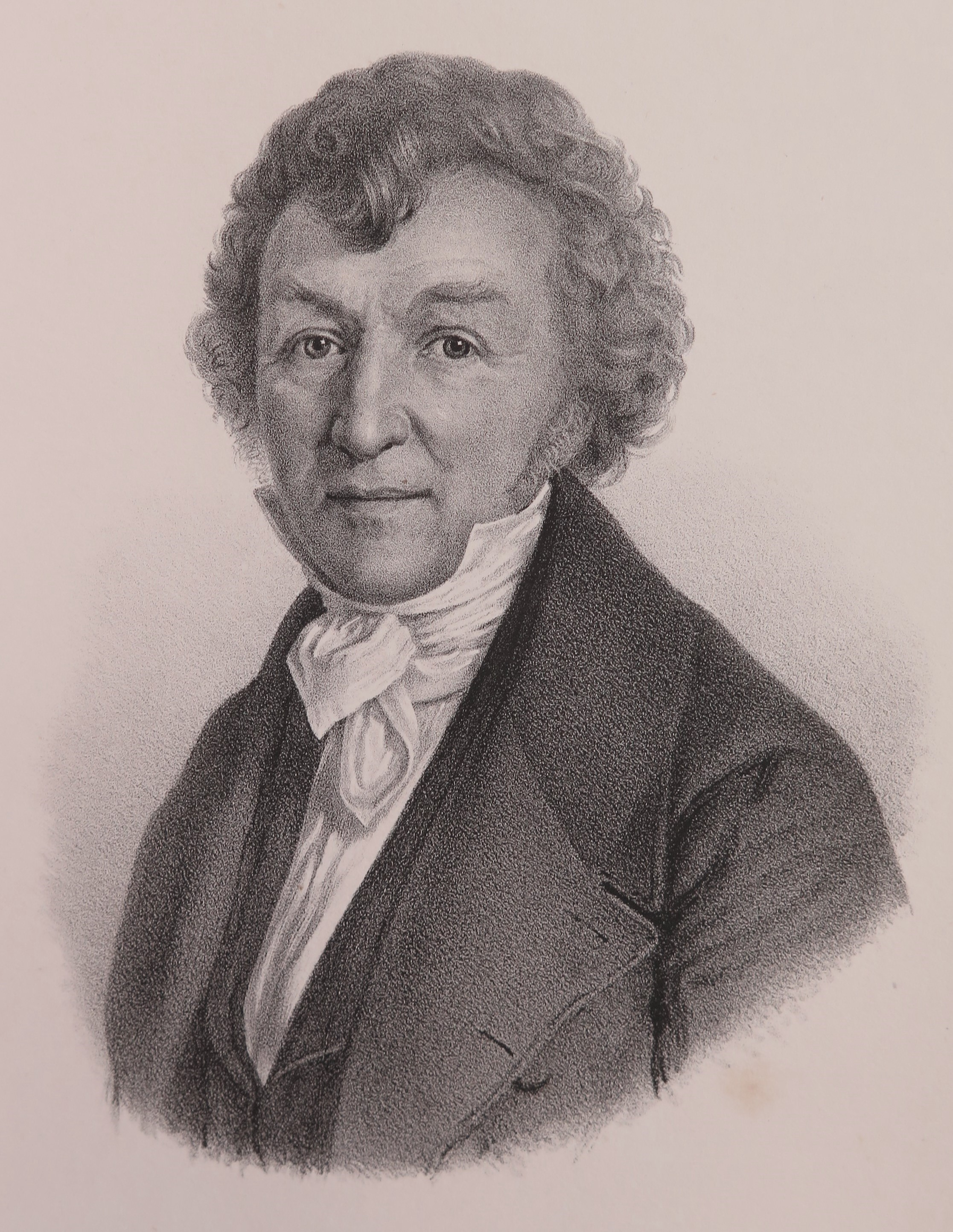
Ferdinand Huber

Ferdinand Fürchtegott Huber (* 31. Oktober 1791 in St. Gallen; † 9. Januar 1863 ebenda) war ein Schweizer Komponist.

## Leben
Huber war Sohn des Pfarrers und Schulrektors Christian Huber. Er wirkte als Musiklehrer und Organist in Bern und St. Gallen.
Bekannt wurde er als Komponist des Volksliedes Lueget, vo Berg und Tal. Sein Nachlass befindet sich in der St. Galler Kantonsbibliothek Vadiana.